# A Roda da Fortuna (tarô)
A Roda da Fortuna é uma das 78 cartas do baralho de tarô e o décimo Arcano Maior. É usado tanto em jogos de cartas quanto para divinação.

## Representação

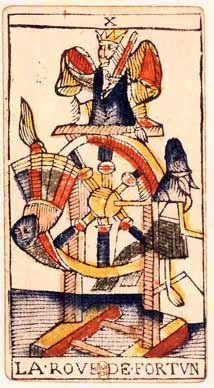
A Roda da Fortuna.

Representa uma roda com seis raios. No alto da roda está uma figura que parece metade anjo, metade diabo. À volta da roda, está um bebé, um menino, um jovem um homem e um idoso. A roda quer representar o ciclo da vida e está suspensa num ambiente com os quatro elementos: Fogo, Água, Terra e Ar. A carta tem o número X e a letra hebraica YOD. Entretanto, no Tarô de Marselha, que é o mais tradicional - e através do qual devemos iniciar nossos estudos da simbologia do Tarô por ser ele um dos mais antigos conjuntos de cartas de Tarô - a Roda da Fortuna nos mostra uma roda de madeira com seis raios e uma manivela, sugerindo que ela pode ser movimentada por outra pessoa ou ser superior. A Roda traz três figuras: uma está ascendendo, uma está no topo e outra está descendo a roda. Nenhuma delas tem características inteiramente humana. São seres híbridos. O ser que está no topo é claramente uma esfinge coroada e mantém uma espada como um aviso: será difícil tomar o meu lugar de ápice de fama e fortuna. Mas a roda gira, e mais cedo ou mais tarde o ser ascendente substituirá a 'esfinge', que se tornará, por sua vez, descendente. Mas cuidado com a palavra "fortuna". Ela significa, antes de mais nada, "destino" ou "sorte". Roda do Destino, seria título mais apropriado na linguagem moderna.<Jung e o Tarô - de Sallie Fields>

## Simbologia
De acordo com o livro The Pictorial Key to the Tarot de Waite de 1910, a carta da Roda da Fortuna carrega várias associações divinatórias:
10.RODA DA FORTUNA—Destino, fortuna, sucesso, elevação, sorte, felicidade. Invertido: Aumento, abundância, superfluidade.
Destino, reflexão, tudo acontece a seu tempo.
Todos nós sabemos que a roda da fortuna representa as situações de mudanças em nossa vida. Essas mudanças nos fazem sair de uma rotina que faz com que a vida tenha pouco gosto e variedades. Ora, a roda da fortuna vem trazer as novidades, as surpresas e assim trazendo um novo gosto para nossa vida.
A roda da fortuna representa a garantia de cumprimento de um destino, representado pela lei de causa e efeito e também pela lei da compensação. Tudo leva a crer que de um jeito ou de outro o destino de uma pessoa será cumprido.
"A Roda da Fortuna" é o tear das Moiras, Cloto, Láqueis e Átropos - as deusas gregas que fiavam, teciam e cortavam o fio da vida. Trata-se de uma metáfora dos processos de nascimento, crescimento e desenvolvimento, e desencarne. O fio da vida na roca do destino. Fortuna quer dizer sorte, destino e não fortuna material. O que faz da Roda da Fortuna uma metáfora para as mudanças do destino, o que sobe acaba descendo e o que desce acaba subindo. Em uma leitura de tarot, significaria que as coisas mudam e seguem um rumo natural com ou sem a intervenção do consulente.

### Mensagem
A Roda da Fortuna pede que se conscientize de que o mundo não esta contra si, as energias cósmicas do universo devem ser avaliadas para que consiga entender as situações que o rodeiam. As situações nem sempre serão como você deseja, o universo tem as suas próprias razões e caminhos.
A vida segue e a sorte nem sempre será ao seu favor, nem sempre será contra você.